# جربیل اندرسون
جربیل اندرسون (نام علمی: Gerbillus andersoni) نام یک گونه از زیرخانواده جربیل است.